# 沖縄市KOZAフィルムオフィス
沖縄市KOZAフィルムオフィス（おきなわしこざフィルムオフィス）は、一般社団法人沖縄市観光物産振興協会内に設置された、沖縄県沖縄市の公的機関（フィルム・コミッション）。ジャパン・フィルムコミッション(JFC)認定団体である。

## 概要
沖縄市（コザ）における映画、テレビドラマ、CM、ミュージックビデオなどのロケーションとして提供。その撮影に係わる情報提供や手続きを支援し、円滑に撮影を行えるよう協力している。
非営利組織のため、手数料などは発生しない。

## 支援事業
- エキストラの募集 - 沖縄市KOZAフィルムオフィスが支援する撮影のエキストラを市内のみならず、県内から希望者を事前登録する。[2]
- ロケ地情報の収集 - ロケ地候補を受付・調査し、ホームページやSNSで公開。詳細情報をデータベース化を行う。

## 主な支援作品

### 映画
- モトシンカカランヌー（1971年）
- Aサインデイズ（1989年）
- 遥かなる甲子園（1990年）
- BEAT（1998年）
- 涙そうそう （2005年）
- チェケラッチョ!! （2005年）
- ホームレス中学生（2008年）
- 南の島のフリムン （2009年）
- 天国からのエール（2011年）
- 琉神マブヤーTHE MOVIE 七つのマブイ（2011年）
- I'M FLASH!（2012年）
- I am ICHIHASHI 逮捕されるまで（2013年）
- ハイサイゾンビ（2014年）
- ロクな人生（2014年）
- 天の茶助（2015年）
- 人魚に会える日。（2016年）
- 怒り（2016年）
- 沖縄を変えた男（2017年）
- 劇場版 ウルトラマンジード つなぐぜ! 願い!!（2018年）
- 幻光の果て（2018年）
- コザンチュ探偵 新垣ジョージ（2019年）
- 小さな恋のうた（2019年）
- エイサーどんどん（2021年）
- レンブとゆりかご（2021年）
- ミラクルシティコザ（2022年）

### テレビドラマ
- まだ見ぬ父へ、母へ （2007年）
- 本日も晴れ。異状なし（2009年）
- 琉神マブヤ1972レジェンド（2012年）
- LEQUIO（2016年）
- 琉神マブヤーARICE （2017年）
- パナウル王国物語（2020年）
- 琉球トラウマナイト シリーズ
- オキナワノコワイハナシ シリーズ

### CM
- アイフル
- オリオンビール
- キリンビール
- ALSOK
- earth music & ecology
- グリコ
- NTT docomo
- アイムホーム
- 沖縄銀行
- 全保連
- 沖縄ポッカ

### ミュージックビデオ
- 壊れかけのRadio／徳永英明
- OKINAWA CALLING／MONGOL800
- 昇る太陽／宮本浩次
- Bad Bad／Awich
- ダックァーセ！／きいやま商店
- マジックアワー／STUTS,BIM,RYO-Z
- てぃんさぐぬ花／Maico
- Happy／We Are From Okinawa!!
- Tim don don／RYO from ORANGE RANGE
- エモめの夏／Lucky Kilimanjaro
- family／Unlimited tone
- 変わらない/強さをください／シシノオドシ
- ヘビースモーク／にしな
- By your side, by my side／Hi!superb
- Hiding your side／Kishin
- I LOVE…／Official髭男dism
- HEALTH／ORANGE RANGE
- BOY／King Gnu
- ハレノヒ／MATSURI
- うむい／Rude-α